# Victoria – Männer & andere Missgeschicke
Victoria – Männer & andere Missgeschicke ist ein französischer Spielfilm von Justine Triet aus dem Jahr 2016.

## Handlung
Victoria Spick ist alleinerziehende Mutter zweier Kleinkinder, arbeitet seit zehn Jahren als Anwältin und ist permanent am Rande des Nervenzusammenbruchs. Ihr Babysitter kündigt ihr, weil sie nie zu Hause ist, und so springt eine Freundin ein, als Victoria einen weiteren Abend außer Haus verbringt, diesmal, um an der Hochzeit ihres Freundes Axel teilzunehmen. Auf der Hochzeit sieht sie einen ehemaligen Klienten wieder: Der junge Samuel Mallet wurde von ihr verteidigt, als er wegen Drogendealerei angeklagt wurde. Sam freut sich, Victoria wiederzusehen, hat er sich doch gebessert, ist von den Drogen weg und sucht nun einen Job oder eine Ausbildung. Gerne würde er Anwalt werden; Victoria wünscht ihm Glück.
Auf der Hochzeit kommt es zu einem Zwischenfall zwischen dem extrovertierten Paar Vincent, Victorias bestem Freund, und seiner On-Off-Geliebten Eve. Vincent will sich von Eve trennen, wie er Victoria anvertraut. Wenig später bricht Eve mit einem Messerstich im Bauch zusammen und Vincent wird des versuchten Mordes angeklagt. Vincent behauptet, Eve habe sich den Stich selbst zugefügt. Er bittet Victoria, seine Anwältin zu sein, und diese stimmt wider besseres Wissens zu. Ihre private Situation entspannt sich etwas, als sie Sam für eine Probezeit bei sich aufnimmt. Er bietet ihr an, ihr Mann im Hintergrund zu sein, sich um die Kinder und den Haushalt zu kümmern und nebenbei von ihr zu lernen. Ihre permanente sexuelle Unzufriedenheit versucht Victoria mit One-Night-Stands zu beseitigen, scheitert dabei jedoch, und auch ihre Gänge zum Psychiater und zur Wahrsagerin helfen ihr nicht. Neben Vincents Prozess ist sie zudem in einen weiteren verwickelt. Da ihr Exmann David ihr Leben in wenig verschlüsselten Blogbeiträgen vor aller Welt ausbreitet und dabei auch Berufsgeheimnisse ausplaudert, verklagt sie ihn wegen Rufschädigung.
Als Victoria eines Tages vor ihrem Haus von einer Zeugin der Gegenseite abgefangen wird und mit ihr spricht, wird sie vom gerichtlichen Disziplinarausschuss für sechs Monate von der Arbeit suspendiert. Dass Vincent und Eve ihrer chaotischen Beziehung eine zweite Chance geben wollen und wieder ein Paar werden, sorgt bei Victoria für einen endgültigen Zusammenbruch. Sechs Monate lang verkriecht sie sich zu Hause und ist mehr schlecht als recht Hausfrau und Mutter, wobei die Wohnung im Chaos versinkt. Sam ist ausgezogen, da sie ihn mit ihrem geringen Verdienst nicht mehr mitversorgen kann. Nach sechs Monaten bittet sie ihn, zu ihr zurückzukehren. Beide kommen sich näher und schlafen miteinander, doch lehnt Victoria eine echte Beziehung zu Sam ab, da beide nun auch beruflich enger zusammenarbeiten. Zwar macht sich Sam für Victoria unentbehrlich, doch bekommt er immer mehr das Gefühl, für sie als Mensch unsichtbar zu sein. Er verlässt sie daher am Tag vor dem finalen Plädoyer in der Sache Vincent.
Vor Gericht gelingt es Victoria nicht zuletzt durch Sams Zuarbeiten, einen Freispruch für Vincent zu erreichen. Ihr eigener Fall ist nur teilweise erfolgreich: Zwar wird David verpflichtet, die Namen seiner Blogcharaktere zu ändern und Victoria ein geringes Schmerzensgeld zu zahlen, doch darf er weiterhin seinen Blog führen und eine Verfilmung der Inhalte anstreben. Kurze Zeit später trifft Victoria Sam wieder. Sie gesteht ihm, dass ihr klargeworden ist, dass sie ihn liebt. Es kommt zur Versöhnung.

## Produktion
Victoria – Männer & andere Missgeschicke war nach Der Präsident und meine Kinder der zweite Langspielfilm, bei dem Justine Triet Regie führte. Die Dreharbeiten begannen im Juli 2015 und dauerten rund zwei Monate. Victoria wurde in Levallois-Perret, Nanterre (Präfektur; Szenen mit der Wahrsagerin), Paris sowie in den Filmstudios Bry-sur-Marne gedreht. Die Kostüme schuf Charlotte Vaysse, die Filmbauten stammten von Olivier Meidinger. Ein Lied, das wiederkehrend im Film zu hören ist, ist Harry Nilssons Without Her.
Victoria – Männer & andere Missgeschicke wurde am 12. Mai 2016 auf den Internationalen Filmfestspielen von Cannes uraufgeführt. Der Film eröffnete dabei die Semaine de la critique. Er kam am 14. September 2016 in die französischen Kinos, wo er von rund 520.000 Zuschauern gesehen wurde. In Österreich lief er am 28. Oktober 2016 im Rahmen der Viennale und kam am 4. Mai 2017 in die deutschen Kinos.

## Synchronisation
| Rolle          | Darsteller       | Synchronsprecher  |
| -------------- | ---------------- | ----------------- |
| Victoria Spick | Virginie Efira   | Katrin Zimmermann |
| Samuel Mallet  | Vincent Lacoste  | Tobias Diakow     |
| Richterin      | Julie Moulier    | Kerstin Draeger   |
| Akupunkteur    | Vincent Dietschy | Martin Sabel      |

## Auszeichnungen
Victoria – Männer & andere Missgeschicke erhielt 2017 fünf César-Nominierungen in den Kategorien Beste Hauptdarstellerin, Bester Nebendarsteller (Vincent Lacoste, Melvil Poupaud), Bestes Originaldrehbuch und Bester Film, konnte jedoch keinen der Preise gewinnen. Virginie Efira war 2017 für einen Prix Lumières als Beste Darstellerin nominiert und gewann einen Magritte als Beste Hauptdarstellerin.